# 極楽街
『極楽街』（ごくらくがい）は、佐乃夕斗による日本の漫画作品。『ジャンプスクエア』（集英社）にて、2022年8月号から連載開始。2025年4月時点で累計発行部数は120万部を突破している。
元になった作品『極楽街三番通の件』（ごくらくがいさんばんどおりのけん）は、『ジャンプSQ.RISE』（同）2020WINTERにて読み切り掲載された。

## あらすじ

### 第1巻・第2巻
近頃、極楽街では変死体と共に行方不明者が出るという怪事件が増加していた。そんな中、行方不明となった獣人の友人・雪（ユキ）を捜す少年（ルカ）と出会う。禍に襲われる寸前だった二人を危機一髪で救出に成功（第1話）。
「蛇穴（サラギ）」からの依頼により訪れた地で、墓参りをしていた青年伊里（イサト）と出会う。伊里は保険金欲しさに祖父を殺害した父のことを気に病んでいた。だが禍へと成れ果てた父をアルマが倒したことで、ようやく踏ん切りがつけられた（第2話）。
被害者が全て女性という奇妙な首吊り事件が多発しているという情報が辰臣から寄せられた。犯人は夜（ヨル）と黄泉（ヨミ）という二人の男。解決屋はいまだその正体に気づいていない（第3話・第4話）
ネイと共に任務に向かったアルマだが、タオがいなければ「繋縛（ケバク）の杭」が抜けないという思わぬ弱点を知ることとなった（第5話）。

## 主な登場人物

### 主要人物
アルマ (亜瑠馬)
各所に紺色が混じった赤髪の癖っ毛をした青年で、鋭く尖った犬歯が特徴的。瞳の色は淡い水色。身体能力が高く、大食い。
禍と人間の間に生まれた「半禍の子」。心まで禍になりかけていたところをタオに拾われ解決屋の従業員として働く。タオの許可により胸にある「繋縛の杭」を抜くことができ、中華包丁のような刀を手に禍と戦う。対禍以外には拳や蹴りで戦闘を行う。解決屋の事務所でタオと共に生活し、洗濯などの家事手伝いを担う。タオと共に対禍機関「蛇穴」のメンバー。読み切りではマリンブルーの髪色で瞳は夕日のようなグラデーション。鼻がよく効き、相手の言葉が嘘か否かを察知できる。アルマ曰く「目を見たら分かる」らしい。タオには「アル」と呼ばれている。

タオ (早乙女 道/さおとめ たお)
三つ編みセンター分けの髪型に高身長、青色の丸いサングラスが特徴的な女性。瞳の色は藤紫色。
ドライな性格で怒ると怖いが困っている人を助ける優しい一面も持つ。解決屋を営み、従業員としてアルマの面倒を見ている。「解決屋」の裏では対禍専門の「殺し屋」を営む。解決屋では法外な依頼金を請求するが、禍の依頼は無料で請け負う。常に煙草を吸うことから、舌が馬鹿になっている。アルマほどではないが、大食いに該当する。戦闘では拳銃で、アルマの血で作った弾薬を禍との戦いに用いている。賭けに弱い。
蛇穴のメンバーで、同機関を「ホーム」と呼んでいる。プラチナシルバーで根本が黒の髪色だが、読み切り『極楽街三番通の件』ではサーモンピンク色の髪で右側の前髪を垂らし、瞳は空色だった。アルマにはさん付けで呼ばれている。

### その他の登場人物
タツオミ (伴 辰臣/ばん たつおみ)
前髪で目元が見えない癖毛の男性。関西弁を話す。
情報屋として活動する蛇穴や解決屋の協力者。高額な情報料ゆえにアルマから「銭ゲバ」呼ばわりされている。特別扱いするほどタオに惚れ込んでおり、割引や時には無料で情報を提供することもある。女好き。

ネイ (寳井 寧/たからい ねい)
ポニーテールにした長い髪と同じ薄桃色の瞳を持つ少女。一人称は「ボク」。蛇穴のメンバー。
戦闘では刀を使い、禍を一刀両断するほどの実力を持つ。禍をおびき寄せる特殊な血を持ち、戦闘で活用する。自信家であり、毎分毎秒でも褒められるべく日々努力を重ねている。

ヨキ (鐵 与喜/くろがね よき)
犬（狼）のような姿をした獣人の男性。一人称は「ワシ」。
人懐っこい性格。蛇穴メンバーであり、本部にて禍との戦闘における武器製造を担う。

ダラ (鐵 ダ羅/くろがね だら)
ロングヘアにゴーグルを着用した女性。蛇穴メンバーであり、本部にてヨキと同じく武器製造を担当。

ヤヤ (仙田 弥弥/せんだ やや)
解決屋の階下にある「宝来飯店」という中華料理店の従業員の少女。母親と共に経営に勤しむ。髪を全てまとめ、左右でお団子にしている。読み切りでもお団子にしているが、後ろの髪を下ろし髪色も異なる。

## 用語
禍（マガ）
人や動物の死体を使って造られた怪物。
顔が無く、人の歯に似た牙に長い舌を持つ口が頭についている。四足歩行の体に頭が複数付くもの、二足歩行などその姿は様々。動物の死骸を使って獲物を誘き寄せる、生前の記憶が肉体に残っている、人語を話すなど知能を感じさせる側面もある。牌楼に似た門から出現することが多い。力の根源は特別な血。アルマは生まれながらにその血を持っている。

## 場所・組織
極楽街（ごくらくがい）
華やかな賑わいと深い闇が交錯する下町。中華街のような雰囲気。

極楽街解決事務所（ごくらくがいかいけつじむしょ）
どんな難題も報酬次第で請け負う解決屋。その裏では禍専門の殺し屋として活動し、全ての禍を駆逐することを誓っている。もともと「雀荘大三元」という麻雀屋を事務所にしているため、場所が分かりづらい。

蛇穴（サラギ）
対禍機関。路地裏のエレベーターでたどり着ける地下に本部を構えている。対禍専用の武器製造や、禍の情報をメンバーに伝達する。

## 作風
ライターのクリス菜緒は本作について、「圧倒的な絵の力に惹きつけられ本を取らざるを得なかった」といい、「キャラクターの存在感」や「下町の空気感」や「バトルシーン」が「心の中に眠る少年を呼び起す」と評している。

## 評価
2023年8月、「次にくるマンガ大賞2023」コミックス部門にて9位を獲得。同年9月、「第7回みんなが選ぶTSUTAYAコミック大賞」にて10位を受賞。2024年の「全国書店員が選んだおすすめコミック2024」にて5位に選出された。2025年の「アニメ化してほしいマンガランキング2025」にて7位に選出された。

## 書誌情報
- 佐乃夕斗『極楽街』集英社〈ジャンプ コミックス〉、既刊5巻（2025年5月2日現在）
  1. 2022年11月9日発行（11月4日発売[1][12]）、ISBN 978-4-08-882740-7
  2. 2023年4月9日発行（4月4日発売[13]）、ISBN 978-4-08-883462-7
  3. 2023年12月9日発行（12月4日発売[14]）、ISBN 978-4-08-883725-3
  4. 2024年9月9日発行（9月4日発売[15]）、ISBN 978-4-08-884042-0
  5. 2025年5月7日発行（5月2日発売[16]）、ISBN 978-4-08-884290-5